# 日本足球
足球是日本最受歡迎的運動之一，與棒球、網球、高爾夫球、相撲及格鬥運動並列主要運動項目。日本足球協會作為全國性管理機構，負責運營包括J聯賽在內的職業足球聯賽體系。J聯賽被廣泛認為是亞洲最成功的職業足球聯賽。國際媒體指出，J聯賽的發展軌跡與日本國家整體進步密切相關。
日本在男子足球、女子足球、室內足球及沙灘足球領域均建立起完整的發展體系，被視為亞洲足球發展最全面的國家，被認為對日本足球人才培養體系有奠基性貢獻。

## 名稱
雖然日本足球協會的官方英文名稱使用了「Football」這個詞，但實際上(從英語「Soccer」音譯過來)這個源自「soccer」的詞比（從英語「Football」音譯過來）更常用。日本足球協會的日文名稱是。
日本足球術語的演變歷程深刻體現了語言接觸與社會變遷的互動關係。從1900年代初期至1940年代，日語對「Football」的翻譯呈現多元嘗試：最早的「フートボール」直接音譯自英語，見於1903年《運動年鑑》記載；而協會足球（Association Football）則被音譯為「アッソシエーションフットボール」全稱則出現在1918年早稻田大學社團紀錄中，顯示當時對規則系統引進的重視。值得注意的是，
慶應義塾大學在1921年創立「ソッカー部」時採用截短音譯，此命名方式與牛津大學1889年形成的學生俚語傳統相呼應，反映日本早期足球發展與英國校園文化的連結。
漢字表記方面，「蹴球」一詞的出現具有文化融合特徵。此稱謂雖借鑑平安時代「蹴鞠」傳統，但實際運用初期存在概念混淆現象。根據中島敦1942年小說《斗南先生》描寫，當時知識分子仍混用「アソシエーション」與傳統蹴鞠概念 。真正確立「蹴球」獨立意涵的關鍵在於「ア式蹴球」稱謂的普及，此複合式命名透過附加「ア式」（協會式）區別於橄欖球的「ラ式」，體現日本對足球規則體系的本土化理解。
戰後語言政策成為術語轉折點。1946年GHQ推行當用漢字政策，將「蹴」字排除於法定用字外，直接導致媒體全面改用「サッカー」片假名表記。此轉變受雙重因素驅動：一方面美國占領當局傾向推廣美式英語稱謂，另一方面當時日本教育體系參照美式體育分類，將足球與美式橄欖球球明確區分。值得關注的是，《蹴球タイムス》等專業媒體仍堅持漢字表記，形成官方用語與業界傳統的並存現象。
高等教育機構的稱謂選擇具特殊文化意義。慶應義塾大學維持「ソッカー部」原名，此命名源於1899年既存的「蹴球部」（現時橄欖球部）區隔需求；早稻田大學持續使用「ア式蹴球部」稱謂，其官方解釋強調歷史連續性價值；相較之下，東京大學與一橋大學分別在2004年與1992年更名為「サッカー部」，反映職業化時代的國際接軌需求。這種光譜式差異，實質映射了傳統校園文化與現代體育建制化的張力。

## 歷史

### 足球運動傳入
日本足球的傳來有幾種說法，最早的說法認為是在1872年於神戶市的外國人居留地舉行的比賽為首次。而另一種說法則認為1866年英國軍隊在橫濱市山手進行的比賽才是最早的。當時的比賽編制包括「軍人」對「市民」以及「橫濱市民3年以上居住者」對「橫濱市民3年以下居住者」等組合。1873年，英國海軍中佐阿奇博爾德·盧修斯·道格拉斯（Commander Archibald Lucius Douglas）率領的英國海軍軍事顧問團在東京市京橋區的海軍兵學校介紹了足球，這也是一個被認可的傳來說法，但並不明確。此外，還有一種說法認為1874年時，來自蘇格蘭的測量技師萊默·瓊斯教授在工學院工學寮（現為東京大學工學部）足球作為體育教育的一部分。日本足球協會官方支持道格拉斯的說法。
隨著時間的推移，特別是在1870年代末，富國強兵政策促使國民健康與軍事訓練的概念逐漸興起，「體育」和「體操」的概念也開始出現。1879年，體操傳習所成立，專門培養體育教育的教師。體操傳習所的坪井玄道在1885年出版的《戶外遊戲法》中提到將聯盟式足球稱為「足球」。
足球在師範學校的接受程度是非常重要的，特別是在神戶市的御影師範學校。近畿地區因此成為足球的先進地，並透過師範學校的交流，東京高等師範學校（現為筑波大學）等全國的師範學校也開始跟隨。東京高師於1896年成立了日本最古老的足球隊（原筑波大學體育會足球部）。1917年10月21日，近畿地區的師範學校舉辦近畿足球大會。
這些師範學校的普及，使得畢業生在各地擔任教師後，足球逐漸在全國的中等學校和高等學校中擴散。在近畿地區，足球的接受相對較快，並在府內的中等學校中廣泛開展。受中等學校足球普及的影響，1918年在大阪府豐中村（現豐中市）的豐中運動場舉辦第一次日本足球優勝大會，這也是現在的全國高等學校足球選手權大會的起源。該選手權大會直到1975年仍在大阪和兵庫兩府舉行。
女子足球方面，1920年代香川縣立丸亀高等女學校的學生在運動會上穿著和服踢足球的照片至今仍然存在。然而現代女子足球的參與者則從1960年代開始逐漸增多。

### 發展中期
1917年，東京高等師範學校代表日本參加第三屆遠東運動會足球賽事，此為日本國家代表隊首次參與國際比賽。該屆賽事中，日本以0比5敗於中華民國代表隊、2比15負於菲律賓代表隊。1918年，全國高等學校足球選手權大會的前身「日本足球大会」（日本フートボール大會）開始舉辦，顯示足球運動此時已在日本國內逐步普及。
1921年9月10日，日本足球協會前身「大日本蹴球協會」成立，同年舉辦「日式足球全國冠軍賽」（ア式蹴球全國優勝競技會，即現時天皇杯全日本足球選手權大會），奠定日本現代足球組織與賽事基礎。1923年第六屆遠東運動會的足球賽事，被認定為日本首場國際A級賽事。1927年第八屆遠東運動會中，日本代表隊擊敗菲律賓，取得國際賽事首勝。
1936年柏林奧運期間，日本代表隊於足球項目擊敗強敵瑞典，此戰被稱為「柏林的奇蹟」。1954年，日本首度參與世界盃外圍賽，但因1和1敗給韓國未能晉級。1964年東京奧運，日本代表隊在分組賽逆轉擊敗阿根廷，最終晉級八強。
1968年墨西哥城奧運，日本於銅牌戰擊敗墨西哥，獲得亞洲國家首面奧運足球獎牌，並因優異的體育精神獲頒公平競賽獎。1970年代至1980年代雖國際賽成績低迷，但國內推動多項改革，為日後發展奠定基礎。

### 職業化
日本職業足球聯賽於1993年正式創立，標誌著日本足球邁入職業化時代。該聯賽初期以地域密著型俱樂部為核心，首季由10支球隊展開賽事，其中鹿島鹿角於首屆年度總冠軍賽擊敗川崎讀賣（現為東京綠茵）奪冠。1996年提出的「日職聯百年計劃」進一步確立長期發展方針，目標涵蓋青少年培育、地域振興與足球文化深耕，具體措施包括全國47都道府縣設置職業俱樂部的願景，以及日本足球聯賽（JFL）作為次級聯賽的系統化分級制度。
國家代表隊於1997年11月在1998年世界盃亞洲區附加賽中，憑藉岡野雅行的延長賽致勝進球以3-2擊敗伊朗（日本將此戰被稱為「柔佛的喜悅」），首度取得世界盃決賽週資格。在法國世界盃中，日本雖於小組賽三戰全敗，但中山雅史在對牙買加一役攻入隊史世界盃首球，此後中田英壽等新生代球員逐漸嶄露頭角。2002年與韓國共同主辦的2002年國際足協世界盃中，日本於分組賽1-0擊敗俄羅斯，由稻本潤一攻入致勝球創下隊史世界盃首勝紀錄，最終晉級十六強。

## 流行文化
日本動漫文化中，足球題材作品自1980年代起成為推動體育普及的重要媒介。首部引發全球關注的系列《足球小將》（キャプテン翼）由高桥阳一於1981年開始連載，其熱潮不僅席捲日本學童群體，更深刻影響國內足球發展進程。該作品以誇張的足球技巧與熱血劇情吸引讀者，間接促使校園足球參與率超越傳統主流運動棒球，成為日本足球職業化的重要文化推手。主角大空翼的角色塑造融合現實足球員特質，其中以1970年代赴巴西聖保羅受訓的先驅球員水島武藏為原型參考，體現早期日本足球國際化嘗試的縮影。
國際足壇方面，《足球小將》的跨文化影響力體現於多位頂尖球員公開承認受其啟發，包括中田英壽、楢崎正剛、齐内丁·齐达内、弗朗切斯科·托蒂、費蘭度·托利斯、克里斯蒂安·维耶里、朱塞佩·斯庫利、哈梅斯·罗德里格斯、亚历克西斯·桑切斯及亚历山德罗·德尔皮耶罗等，顯示動漫敘事如何跨越國界形塑職業運動員生涯選擇。該系列更衍生多部續作，如1994年推出的《世青篇》與2001年《Road to 2002》，緊扣日本國家隊參與國際賽事的現實時程，強化民眾對足球賽事的關注度。
除《足球小將》外，日本動漫產業持續拓展足球敘事的多樣性。《逆转监督》以職業球隊經營困境為背景，深入刻畫教練與球員的互動張力；《足球騎士》透過兄弟競合探討天賦與努力的辯證關係；近年現象級作品《藍色監獄》則以生存遊戲形式解構傳統團隊運動價值觀，反映新世代對個人主義與競爭意識的推崇。這些作品共同構建出從校園社團到職業聯盟的完整足球生態系描繪。

## 女子足球
如同許多歐洲國家，日本的女子足球採用升降級制度進行組織管理。女子足球的最高級別聯賽為半職業性的L聯賽（目前稱為「撫子聯賽」）。大多數球隊為獨立俱樂部，但近年來的趨勢是一些已成立的J聯賽俱樂部設立女子部門。
日本女子代表隊自2004年雅典奧運首度參賽後快速崛起。2011年德國女子世界盃決賽中，通過互射十二碼大戰擊敗美國奪冠，成為首支贏得成年組世界冠軍的亞洲球隊，泽穗希以5進球獲得金球獎與金靴獎雙料殊榮。2012年倫敦奧運決賽再度對戰美國，雖以1-2落敗獲得銀牌，但永里優季的關鍵進球展現戰術執行力。2014年越南女子亞洲盃決賽以1-0擊敗澳洲，第三度奪冠並取得加拿大世界盃參賽權。

## 註冊足球員
在日本足球運動的普及進程中，註冊人口數據折射出獨特的社會文化特質。根據日本足球協會2010年度統計，全國註冊的11人制足球選手達90萬餘人，若加上12.6萬名五人制足球參與者，總規模突破百萬大關。這龐大基數的背後存在顯著結構差異：男子選手佔比超過九成，而女子球員僅2.5萬人，顯示性別參與度仍存巨大落差。官方數據未涵蓋大量非註冊的校園社團與業餘俱樂部，實際活躍人口估計可再增加三成，反映出日本社會存在著龐大的非建制化足球參與群體。
年齡分佈呈現鮮明的生命週期特徵，青少年階段的高參與率與成年後的急遽衰退形成強烈對比。15-19歲族群的行動者率達7.8%，此現象與全國高等學校足球選手權大會等賽事塑造的青春文化密切相關。然而進入職場後，30-39歲參與率驟降至2.1%，管理職層更跌破0.8%，凸顯企業運動文化式微與職業發展壓力對休閒活動的擠壓效應。值得關注的是銀髮族足球的逆勢成長，全國逾500支40歲以上球隊的活躍，既反映高齡社會的健康意識轉型，也催生出專屬裝備市場與適齡訓練體系等新興產業。
地域發展呈現「一極多元」格局，靜岡縣持續保持足球王國地位。該縣不僅培育出佔J聯賽球員總數12.3%的職業選手，更在1998年法國世界盃創造單屆9名國腳的紀錄。。這種人才優勢源自187所足球特色學校構成的青訓網絡，以及浜松市首創的退役球員社區教練制度。與此同時，關西地區憑藉企業聯隊模式、九州地區依託校園聯賽機制，逐步形成差異化發展路徑，共同構築起日本足球的多層次生態系統。
性別平等仍是亟待突破的課題。儘管2021年WE聯賽啟動職業化進程，但女子註冊球員2.8%的佔比仍顯薄弱。中學階段67%的女性流失率遠高於男性，暴露出校園體育環境的結構性障礙。對此日本足協推動的「撫子行動2030」（なでしこアクション2030）計畫，正嘗試通過增設U12青訓中心、強化媒體曝光等舉措，目標在2030年將女性參與率提升至15%。這種制度性改革能否扭轉深層文化觀念，將是觀察日本足球社會學變遷的重要視窗。

## 冠軍賽和錦標賽

### 國內賽事
- 日本職業足球聯賽（Japan Professional Football League）是日本的最高級別全國聯賽，包括J1、J2和J3聯賽。
- 日本足球聯賽（JFL）是全國業餘聯賽。
- 天皇杯（自1921年起舉辦）是全國公開杯賽。
- 日本聯賽盃僅限J聯賽成員參加（通常僅限J1）。
- 全日本成人足球錦標賽是針對JFL以下地區聯賽俱樂部的杯賽。
- 日本地區足球聯賽冠軍聯賽是為地區聯賽俱樂部晉級JFL而設的循環淘汰賽。

### 在日本舉行的國際賽事
- 1958年亚洲运动会
- 1964年夏季奥林匹克运动会
- 1979年國際足協世界青年錦標賽
- 1992年亞足聯亞洲盃
- 1993年國際足協U-17世界錦標賽
- 1994年亚洲运动会, 廣島市
- 2001年洲際國家盃
- 2002年國際足協世界盃
- 洲際盃 (1981–2004)
- 2005–2008, 2011–2012, 2015–2016 国际足联俱乐部世界杯
- 2020年夏季奥林匹克运动会

## 著名選手
- 釜本邦茂 (1944– )，1968年夏季奧林匹克運動會最佳射手。
- 奧寺康彥 (1952– )，首位參加歐洲聯賽（德國足球甲級聯賽）的日本球員。
- 三浦知良 (1967– )，1993年獲得亞洲足球先生，目前仍以58歲之齡為最年長的現役職業足球員。
- 井原正巳 (1967– )，1995年亞洲足球先生得主。
- 中山雅史 (1967– )，首位在國際足協世界盃中進球的日本球員。
- 中田英壽 (1977– )，1997年及1998年連續兩年獲得亞洲足球先生。
- 中村俊輔 (1978– )，2007年榮獲蘇格蘭PFA足球先生。
- 泽穗希 (1978– )，2011年當選FIFA年度最佳女子足球運動員，且是僅有的兩位曾參加六屆世界盃決賽的球員之一（男女皆計）。
- 小野伸二 (1979– )，2002年亞洲足球先生得主。
- 遠藤保仁 (1980– )，日本國家隊出場次數最多（152場）的球員。

## 外部連結
- Japan Football Association (English version)
- FOOTBALL-1 International Football Business Exhibition (English version)
- Hongo, Jun, "SOCCER IN JAPAN:  Japan team has foot in World Cup door but can it kick? （页面存档备份，存于）", 日本時報, February 9, 2010, p. 3.